# 天籟寺

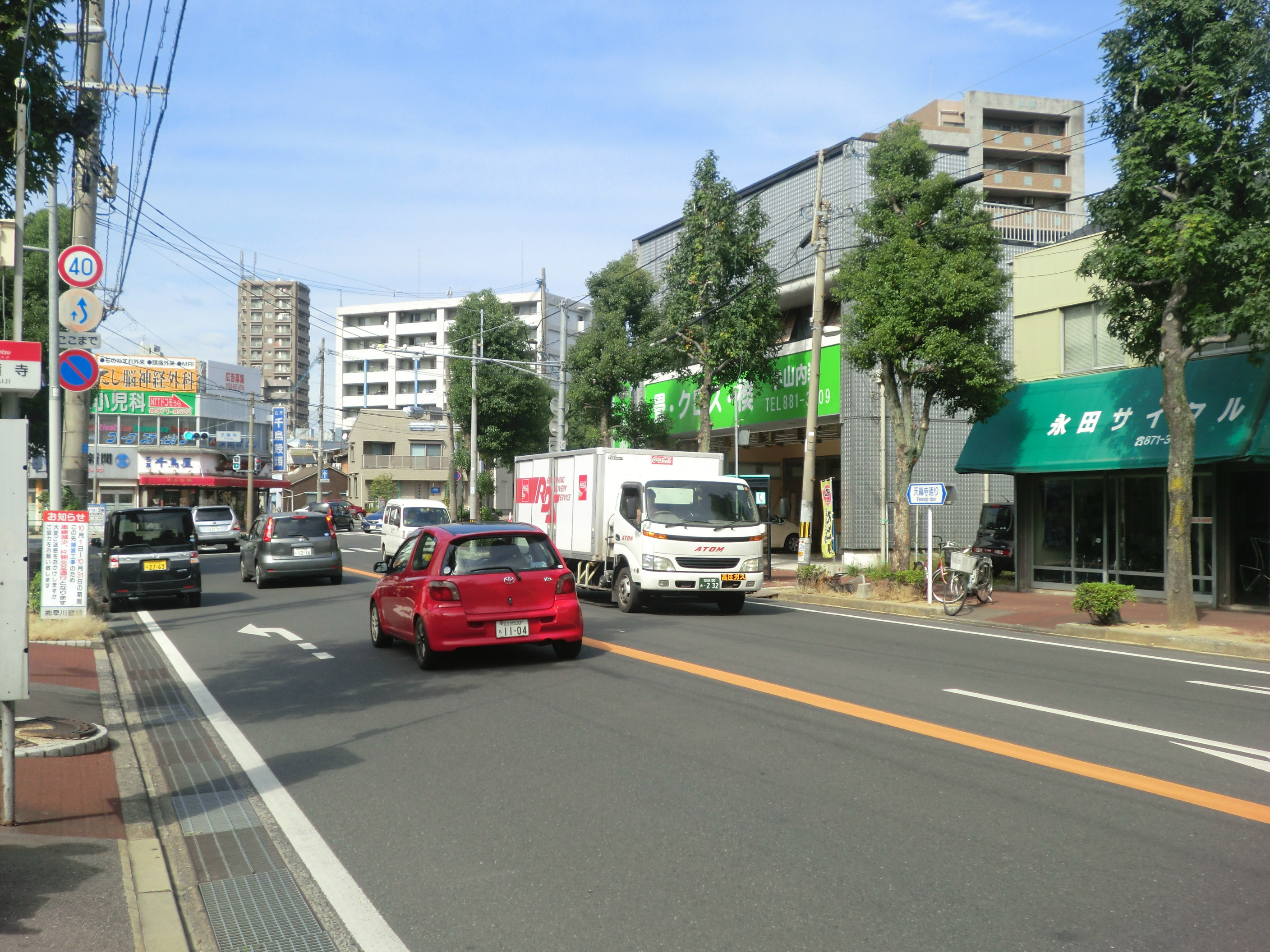
天籟寺バス停付近

天籟寺（てんらいじ）は福岡県北九州市戸畑区の地名および地域名。

## 概要
戸畑区市街地の中央部に位置しており、町名として天籟寺1・2丁目がある。また、観音寺町、菅原、天籟寺の全域ならびに夜宮（よみや）、正津町（しょうづまち）、沖台の各一部を含む地域の総称である。
地区の中央を天籟寺通りが通っており、沿道には商店が建ち並んでいる。また、地区内を流れる準用河川の天籟寺川は、天籟寺通りの下で暗渠になっている。地形的には天籟寺川流域を底とする、坂の多い地域でもあり、特に菅原地区には急坂も存在する。 
戸畑祇園大山笠の天籟寺大山笠の拠点である菅原神社をはじめとし、地域には菅原道真にまつわる伝説が存在する。また、8月中旬には、「天籟寺の盆踊り」（市の無形民俗文化財）が夜宮公園内で行なわれる。

## 由来

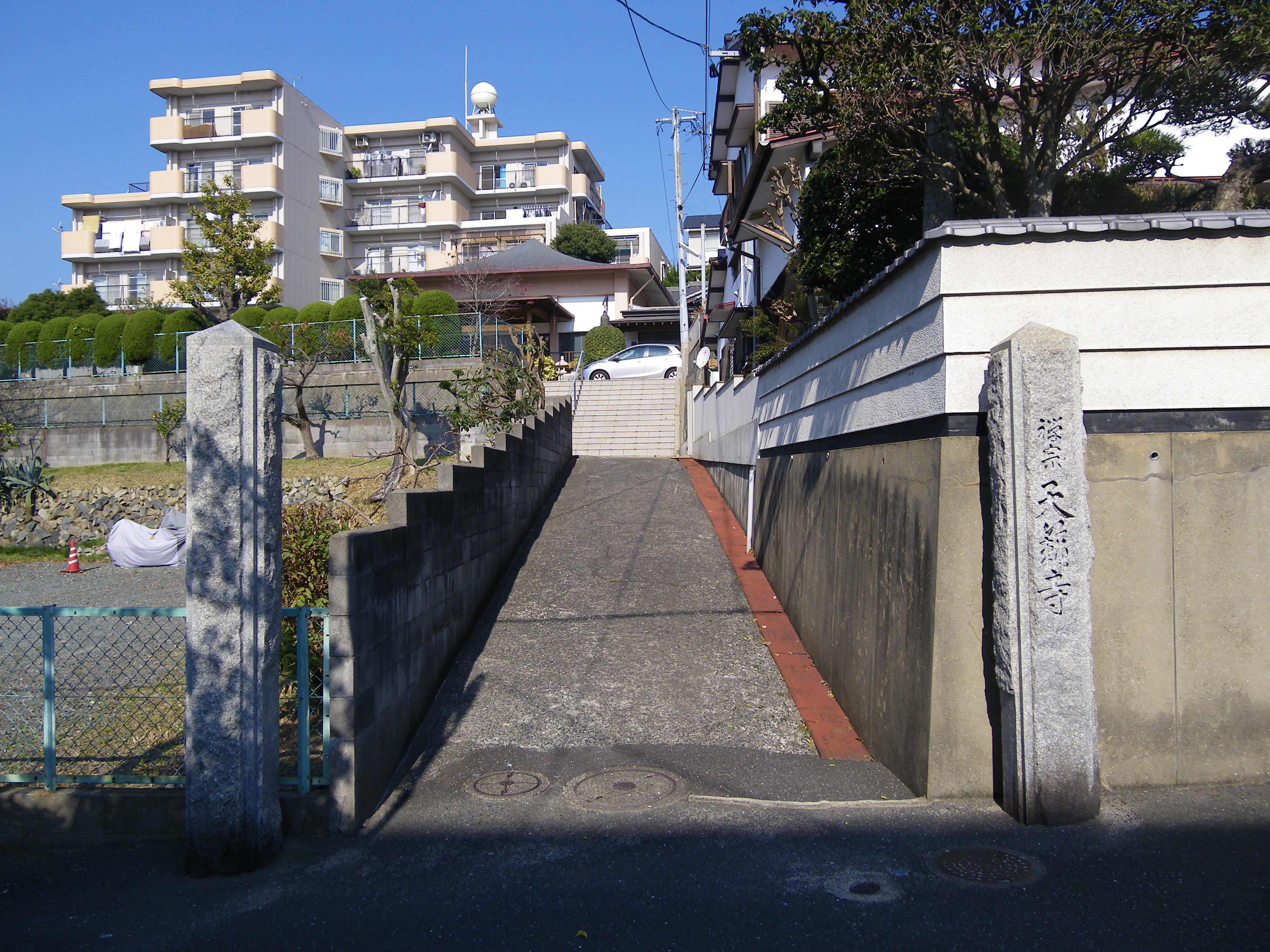
曹洞宗天籟寺

平安時代に「天頼寺」という寺があったことに由来する。伝説によると、901年（延喜元年）に、左遷された菅原道真が大宰府に向かう途中でこの寺に宿を求めたという。怪しんだ和尚は一行を朝までという約束で泊めたが、夜中に鶏の鳴きまねをして追い出してしまった。それ以来この寺では鶏を飼うことはなく、たまに飼っても奇形の鶏が産まれたという。なお、由来は不明だが、現在も「天籟寺」という名前の曹洞宗の寺がある。
ちなみに、「天籟」とは、「風の音」や「すぐれた詩歌」のことである。

## 主な施設
- 福岡県立ひびき高等学校　1928年（昭和3年）に現在地で開校。当初は女学校であった。
- 福岡県立戸畑高等学校
- 北九州市立戸畑体育館
- 北九州市立戸畑図書館分館
- 夜宮の大珪化木 - 国の天然記念物
- 夜宮公園
- マルショク天籟寺店
- 菅原神社